# Philippines Football League 2020
Die Philippines Football League 2020 war die vierte Spielzeit der höchsten philippinischen Fußballliga seit der offiziellen Einführung im Jahr 2017. Titelverteidiger war der Ceres-Negros FC, der heutige United City FC. Die Liga ist aus Sponsorengründen auch als The Philippines Football League brought to you by Qatar Airways bekannt.
Zum ersten Mal qualifizierte sich der Meister für die Gruppenphase der AFC Champions League 2021, die von zuvor 32 auf 40 Mannschaften erweitert wurde.
Der ursprünglich für den 21. März 2020 geplante Ligastart wurde aufgrund der COVID-19-Pandemie verschoben. Die Liga sollte am 25. Oktober 2020 unter einem verkürzten Kalender beginnen, wobei jeder Verein insgesamt nur fünf Spiele bestreiten sollte. Der Auftakt wurde jedoch erneut auf den 28. Oktober verschoben, da fünf Spieler und ein Trainer positiv auf COVID-19 getestet wurden, sowie aufgrund des erwarteten schlechten Wetters durch den Taifun Molave.
Alle Spiele wurden im PFF National Training Center in Carmona, Cavite, ausgetragen. Die Saison 2020 wurde im Bubble-Format gespielt, wobei alle Spieler und Mitarbeiter auf das Hotel Seda Nuvali in Santa Rosa City, Provinz Laguna, eingecheckt waren.
Meister wurde zum vierten Mal in Folge der United City FC.

## Teilnehmende Mannschaften
| Teilnehmer |
| - Azkals Development Team - Kaya FC-Iloilo - Maharlika Manila FC - Mendiola FC 1991 - Stallion Laguna - United City FC |

## Personal
| Mannschaft              | Trainer        | Mannschaftskapitän |
| ----------------------- | -------------- | ------------------ |
| Azkals Development Team | Scott Cooper   | Marvin Angeles     |
| Kaya FC-Iloilo          | Yu Hoshide     | Jovin Bedic        |
| Maharlika Manila FC     | Roxy Dorlas    | Jerry Barbaso      |
| Mendiola FC 1991        | Dan Padernal   | Ashley Flores      |
| Stallion Laguna         | Ernest Nierras | Ruben Doctora      |
| United City FC          | Trevor Morgan  | Stephan Schröck    |

## Tabelle
| Pl.                  | Verein                  | Sp. | S | U | N | Tore    | Diff. | Punkte |
| -------------------- | ----------------------- | --- | - | - | - | ------- | ----- | ------ |
| 1.                   | United City FC (M)      | 5   | 4 | 0 | 1 | 025:300 | +22   | 12     |
| 2.                   | Kaya FC-Iloilo          | 5   | 3 | 2 | 0 | 005:200 | +3    | 11     |
| 3.                   | Azkals Development Team | 5   | 3 | 0 | 2 | 009:200 | +7    | 09     |
| 4.                   | Mendiola FC 1991        | 5   | 1 | 2 | 2 | 002:800 | −6    | 05     |
| 5.                   | Maharlika Manila FC     | 5   | 1 | 0 | 4 | 002:190 | −17   | 03     |
| 6.                   | Stallion Laguna         | 5   | 0 | 2 | 3 | 003:120 | −9    | 02     |
| Stand: November 2020 |                         |     |   |   |   |         |       |        |

## Beste Torschützen
| Platz | Spieler            | Mannschaft              | Tore |
| ----- | ------------------ | ----------------------- | ---- |
| 1.    | Bienvenido Marañón | United City FC          | 7    |
| 2.    | Mike Ott           | United City FC          | 6    |
| 3.    | Robert Lopez Mendy | United City FC          | 5    |
| 4.    | Javier Gayoso      | Azkals Development Team | 4    |
| 4.    | OJ Porteria        | United City FC          | 4    |
| 6.    | Kenshiro Daniels   | Kaya FC-Iloilo          | 3    |
| 6.    | Ibrahima N’Dour    | Stallion Laguna         | 3    |
| 6.    | Chima Uzoka        | Azkals Development Team | 3    |

## Hattricks
Stand: November 2020
| Spieler            | Verein         | Gegnerischer Verein | Ergebnis   | Datum            |
| ------------------ | -------------- | ------------------- | ---------- | ---------------- |
| Bienvenido Marañón | United City FC | Mendiola FC 1991    | 6 : 0 (A)  | 31. Oktober 2020 |
| Robert Lopez Mendy | United City FC | Maharlika Manila FC | 0 : 10 (A) | 3. November 2020 |
| OJ Porteria        | United City FC | Maharlika Manila FC | 4 : 0 (A)  | 3. November 2020 |
| Bienvenido Marañón | United City FC | Stallion Laguna     | 7 : 1 (H)  | 6. November 2020 |